# Jessie Busley
Répertoire
Antoine et Cléopâtre
Les Piliers de la société
Femmes (en)

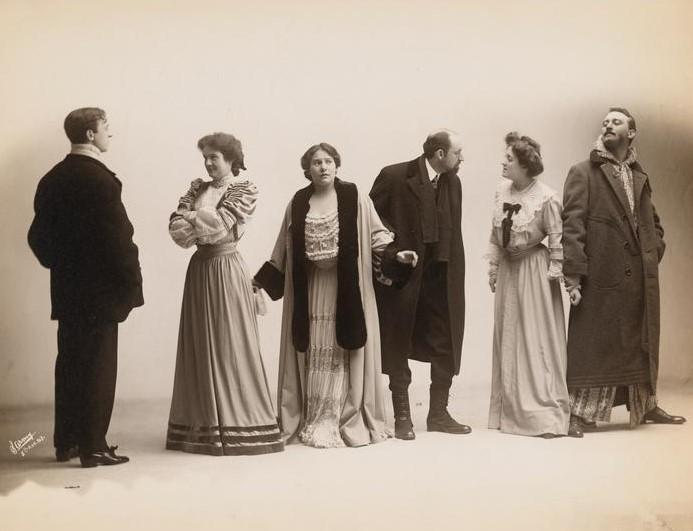
De g. à d. : William Courtenay, Jessie Busley, Margaret Illington, Louis Payne, Dorothy Hammond et Guy Standing, dans Mrs. Leffingwell's Boots (Broadway, 1905)

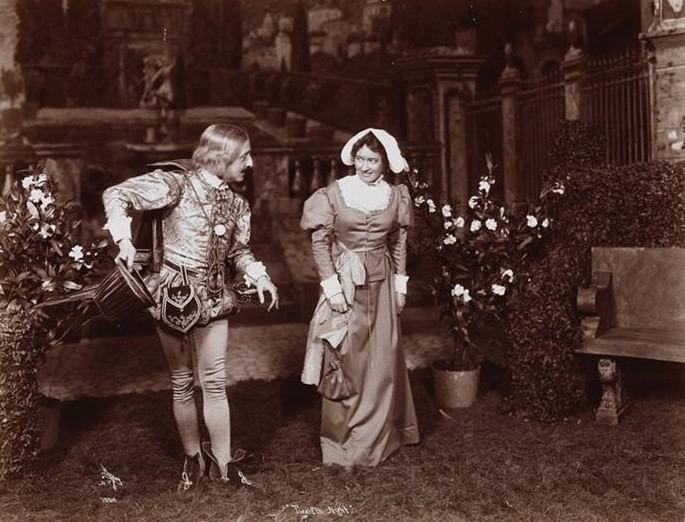
Avec Ferdinand Gottschalk, dans La Nuit des rois (Broadway, 1910)

Jessie Busley, née le 10 mars 1869 à Albany (État de New York) et morte le 20 avril 1950 à New York (État de New York), est une actrice américaine.

## Biographie
Très active au théâtre durant sa carrière, Jessie Busley joue notamment à Broadway (New York) dans des pièces représentées entre 1889 et 1949, auxquelles s'ajoutent l'opérette Toute la ville danse (en) (1934-1935), adaptée sur des musiques de Johann Strauss père et fils.
Parmi ses pièces notables à Broadway, mentionnons The Manoeuvres of Jane d'Henry Arthur Jones (en) (1899-1900, avec Ferdinand Gottschalk et Alison Skipworth), Antoine et Cléopâtre de William Shakespeare (1909, avec Reginald Barlow et Pedro de Cordoba), Daisy Mayme de George Kelly (1926-1927, avec Madge Evans et Josephine Hull), Les Piliers de la société d'Henrik Ibsen (1931, avec Romney Brent et Dorothy Gish), Femmes (en) de Clare Boothe Luce (1936-1938, avec Ilka Chase et Arlene Francis), ou encore Over 21 de (et avec) Ruth Gordon (1944).
Venue tardivement au cinéma, elle contribue à quatorze films américains (dont huit courts métrages), les deux premiers sortis en 1930 ; le dernier est Escape to Glory de John Brahm (1940, avec Pat O'Brien et Constance Bennett).
Jessie Busley meurt en 1950, à 81 ans.

## Théâtre à Broadway (intégrale)
- 1889 : The Bells of Haslemere de Sydney Grundy et Henry Pettitt : Mary Northcole
- 1899-1900 : The Manoeuvres of Jane d'Henry Arthur Jones (en)
- 1900 : Hearts Are Trump de Cecil Raleigh[1], production de Charles Frohman
- 1901 : The Brixton Burglary de Frederick W. Sidney
- 1901 : A Royal Rival de Gerald du Maurier, production de Charles Frohman
- 1902 : Sky Farm d'Edward E. Kidder, production de Charles Frohman
- 1902 : The New Clown d'H. M. Paul, production de Charles Frohman
- 1902 : Les Deux Écoles (The Two Schools) d'Alfred Capus, production de Charles Frohman
- 1904 : Little Mary de J. M. Barrie, production de Charles Frohman
- 1905 : Mrs. Leffingwell's Boots d'Augustus E. Thomas, production de Charles Frohman
- 1907 : In the Bishop's Carriage, adaptation par Channing Pollock du roman éponyme de Miriam Michelson (en)[2]
- 1909 : Antoine et Cléopâtre (Antony and Cleopatra) de William Shakespeare : Charmian
- 1909 : The Cottage in the Air d'Edward Knoblauch
- 1910 : Liz the Mother de Frederick Fenn et Richard Pryce
- 1910 : Le Conte d'hiver (The Winter's Tale) de William Shakespeare
- 1910 : Old Heidelberg de Wilhelm Meyer-Foerster
- 1910 : La Nuit des rois (Twelfth Night) de William Shakespeare (+ reprise en 1914)
- 1916 : Pollyanna, adaptation par Catherine Chisholm Cushing du roman éponyme d'Eleanor H. Porter
- 1919 : A Young Man's Fancy de John T. McIntyre : Mlle Carter
- 1926-1927 : Daisy Mayme de (et mise en scène par) George Kelly : Daisy Mayme Plunkett
- 1928-1929 : To-Morrow d'Hull Gould et Saxon Kling : Grace
- 1930 : An Affair of State de Robert L. Buckner : Tante Augusta
- 1931 : The Streets of New York, or Poverty Is No Crime de Dion Boucicault : Mme Puffy
- 1931 : Les Piliers de la société (Pillars of Society) d'Henrik Ibsen : Mlle Rummel
- 1931-1932 : The Bride the Sun Shines On de Will Cotton : Mme Marbury
- 1933 : Alien Corn de Sidney Howard, production de Katharine Cornell : Mme Skeats
- 1934-1935 : Toute la ville danse (en) (The Great Waltz), opérette, musique d'après Johann Strauss père et fils[3], arrangements et orchestrations de divers auteurs, dont Erich Wolfgang Korngold et Robert Russell Bennett, lyrics de Desmond Carter, livret de Moss Hart, chorégraphie d'Albertina Rasch, mise en scène d'Hassard Short : Greta
- 1935-1936 : First Lady de Katharine Dayton et George S. Kaufman, mise en scène de ce dernier : Belle Hardwick
- 1936-1938 : Femmes (en) (The Women) de Clare Boothe Luce, décors de Jo Mielziner, mise en scène de Robert B. Sinclair : Mme Morehead[4]
- 1944 : Over 21 de Ruth Gordon, mise en scène de George S. Kaufman : Armina Gates
- 1945 : The Rich Full Life de Viña Delmar : Mme Fenwick mère
- 1949 : The Happiest Years de Thomas Coley et William Roerick : Alida Wentworth

## Filmographie partielle
(CM = court métrage)

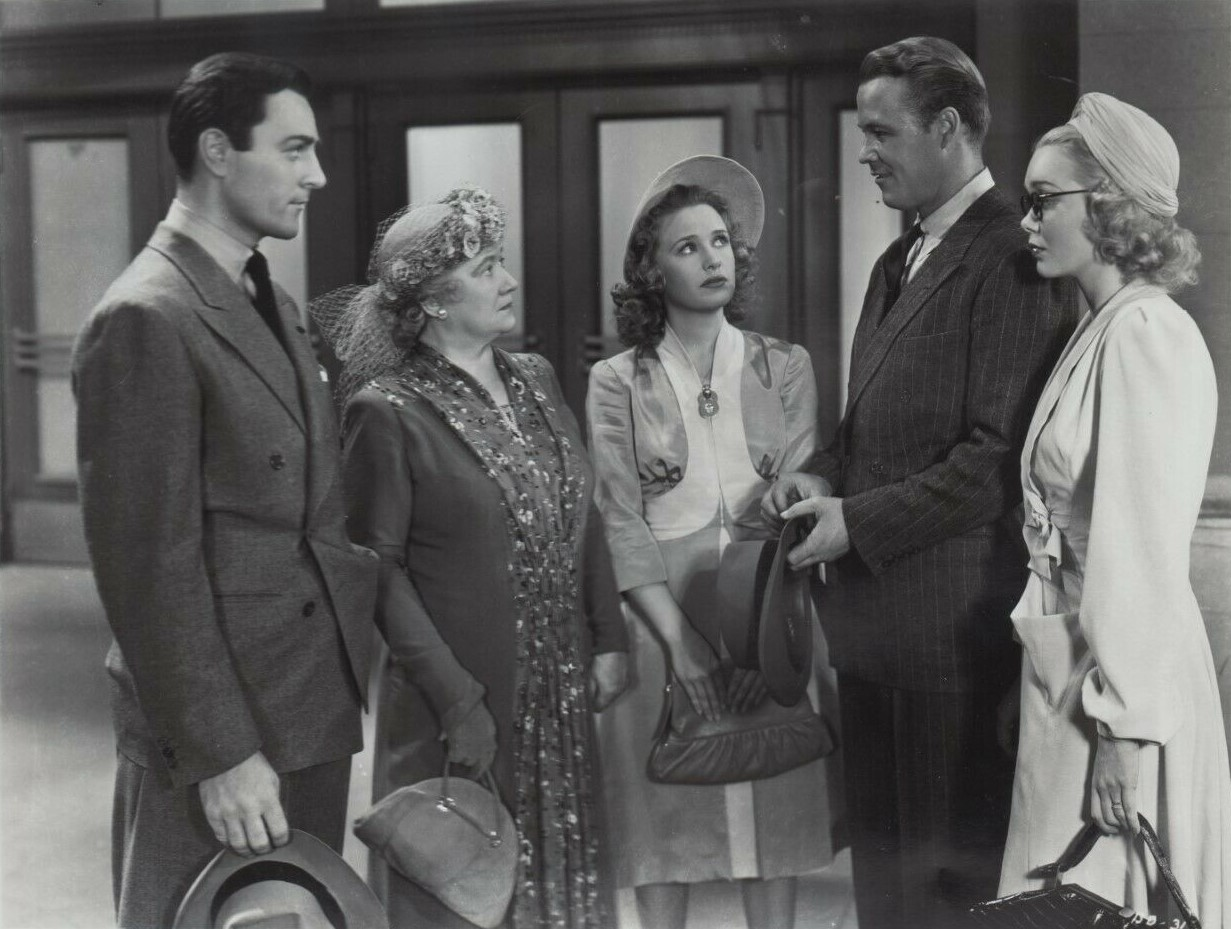
De g. à d. : Larry Williams, Jessie Busley, Priscilla Lane, Wayne Morris et Jane Wyman, dans Brother Rat and a Baby (1940)

- 1931 : Of All People d'Alfred J. Goulding (CM) : Ma
- 1931 : Personal Maid (en) de Monta Bell et Lothar Mendes : Ma Ryan
- 1932 : In the Family d'Alfred J. Goulding (CM) : Martha / la mère
- 1932 : Poor But Dishonest d'Alfred J. Goulding (CM) : Ma
- 1934 : A Peach of a Pair de Lloyd French (CM) : Mme Potter
- 1935 : Eggs Mark the Spot de Joseph Henabery (CM) : l'épouse
- 1938 : Les Cadets de Virginie (Brother Rat) de William Keighley : Mme Brooks
- 1938 : Hommes sans loi (King of the Underworld) de Lewis Seiler : Tante Joséphine
- 1940 : Rendez-vous à minuit (It All Came True) de Lewis Seiler : Nora Taylor
- 1940 : Brother Rat and a Baby de Ray Enright : Mme Brooks
- 1940 : Escape to Glory de John Brahm : Mme Mudge